# Сузан Форман
Сузан Форман (позната и као Сузан Кембел у спиноф медијима) је измишљени лик у британској научнофантастичној телевизијској серији Доктор Ху. Као Докторову унуку и оригиналну сапутницу његове прве инкарнације глумила је глумица Керол Ен Форд од 1963. до 1964. године у првој сезони серије и прве две приче друге сезоне. Фордова је поново тумачила улогу Сузан у дугометражној епизоди поводом 20. годишњице серије, „Пет Доктора” (1983), хуманитарном специјалу за 30. годишњицу, Димензије у времену (1993), као и петнаестом серијалу серије.

## Концепт и развој
Најранији сценарији за серију предвиђали су потпуно другачије порекло за лик Сузан — она је требало да буде ванземаљска принцеза по имену Сузан, коју је Први Доктор спасио са света различитог од његовог. Керол Ен Форд је изјавила да јој је речено да ће њен лик бити „девојка у стилу Осветника — са свим тим капау елементом — и уз то ће имати телепатске моћи. Такође ће моћи да управља ТАРДИС-ом попут Доктора и имаће најнеобичнију гардеробу”. Међутим, ништа од овога се није остварило, пошто је одлучено да ће Сузан бити више „обична” тинејџерка, како би млађи гледаоци могли лакше да се поистовете с њом.
Иако првобитни концепт серије није предвиђао да су њих двоје у сродству, сценариста Ентони Коберн је увео породичну везу, учинивши Сузан Докторовoм унуком. Према речима продуценткиње Верити Ламберт: „Коберну се чинило да није сасвим пристојно да старији човек путује галаксијом са младом девојком као сапутницом”.  Фордова је сматрала да се однос између Доктора и Сузан разликовао од односа са каснијим ликовима који су били називани „сапутницима”, јер је она уједно била и Докторова унука.
Фордова је навела да продукцијски тим није пружио много информација о Сузанином пореклу или прошлости, па је често, у циљу обликовања лика, разговарала са Вилијамом Хартнелом и заједно су измишљали позадинске детаље. Њих двоје су утемељили идеју да је Доктор „учинио нешто што је наљутило његов народ”, што је довело до њиховог изгнанства. Фордова је такође указала да су се тек 1990-их појавиле прве претпоставке да Сузан можда није Докторова рођена унука.  Међутим, 2013. је открила да су продуценти у почетку инсистирали да Сузан не ословљава Доктора као деду у специјалној епизоди „Пет Доктора”. Фордова се присећала: „Рекли су: 'Не желимо да људи мисле да је он имао секс са неком женом да би добио дете.' Ја сам на то прснула у хистеричан смех и рекла: 'У том случају нећу да учествујем.'“ Сценарио је потом измењен да укључи референце на њихов породични однос.
Историчар медија Џејмс Чепман писао је да је начин на који је Сузан била написана ограничавао њену улогу, јер је „била сведена на улогу онe која вришти”, а често није имала шта да ради осим да изгледа лепо и уплашено. И сама Фордова је на сличан начин била незадовољна својим ликом, понекад је називајући „патетичном” и фрустрирајућом јер јој није било дозвољено да се развије. Сем тога, Фордова је сматрала да се серија превише понавља. Сузан је постала прва сапутница која је напустила серију, након само 51 епизоде. Глумица је изјавила да је Сузан добила много више простора за развој у аудио-драмама компаније Big Finish.

## Појављивања

### Телевизија
Сузан се први пут појавила у првој епизоди Доктора Хуа, „Ванземаљско дете” (1963), која се усредсређује на њу као на необичну тинејџерку са напредним познавањем историје и науке. Ово привлачи пажњу њених наставника у школи „Coal Hill”, Ијана Честертона (Вилијам Расел) и Барбаре Рајт (Џеклин Хил), који прате њену адресу до сметлишта у власништву непознатог власника по имену И. М. Форман. Имплицирано је да је Сузан узела презиме „Форман” са овог знака на сметлишту као псеудоним за школу, јер када је њен наставник хемије претпоставио да је њен деда „Доктор Форман”, Доктор (Вилијам Хартнел) је одговорио: „Који Доктор? О коме он то говори?”, што указује да му ово презиме није познато. Открива се да су она и њен деда Доктор изгнаници од свог народа „из другог времена, са другог света”, као и да путују кроз простор и време у машини коју она назива ТАРДИС, што је акроним за „Time and Relative Dimension in Space” (срп. Време и релативна димензија у простору). Док је Ијан и Барбара слушају, Доктор покреће ТАРДИС против њихове воље, али он не може прецизно да управља машином.
Сузан наставља да путује са Доктором, Ијаном и Барбаром све до серијала Инвазија Далека на Земљу (1964). Током догађаја те приче, Сузан се заљубљује у Дејвида Кембела (Питер Фрејзер), младог борца за слободу у 22. веку. Међутим, Сузан осећа да мора да остане са својим дедом и да се брине о њему. Доктор, схватајући да је Сузан сада одрасла и да заслужује будућност далеко од њега, закључава врата ТАРДИС-а и одлази након емотивног опроштаја. Фордова је поново тумачила Сузан на телевизији у специјалу поводом 20. годишњице серије, „Пет Доктора” (1983), али се у тој епизоди није помињао Дејвид, нити шта се с њим догодило. У новелизацији исте приче, откривено је да су њих двоје у браку. Фордова је такође поновила своју улогу у добротворном специјалу Димензије у времену из 1993. године.
У Проклетству Фенрика, Седми Доктор (Силвестер Макој) наводи да не зна да ли има породицу. У епизоди „Крај света”, Девети Доктор (Кристофер Еклстон) наводи да је његов родни свет уништен и да је он последњи од Господара времена. Иако се Сузан не помиње по имену, Девети Доктор у епизоди „Оци” каже да му је „цела породица” умрла, а у епизоди „Празно дете”, др Константин примећује да је он био и отац и деда, али да сада није ни једно ни друго, на шта Доктор одговара: „Знам како вам је”. У епизоди „Плаши је се”, Десети Доктор (Дејвид Тенант) наводи: „Једном сам био тата”, али не елаборира ово откриће. У епизоди „Докторова ћерка”, Доктор каже Дони Нобл (Кетрин Тејт): „Раније сам био отац... Све сам то давно изгубио, заједно са свим осталим”, признајући: „Могу да их видим. Празнину коју су оставили, сав бол који ју је испунио”. У „Прстеновима Акатена”, Једанаести Доктор (Мет Смит) приповеда о прилици када је путовао са својом унуком у прстенове планете Акатен. Епизода „Путовање у средиште ТАРДИС-а” (2013) садржи аудио-снимак сцене из Ванземаљског детета, где Сузан објашњава како је дала име ТАРДИС-у. Кратак поглед на Сузан, коју игра неидентификована глумица, види се у почетној сцени епизоде „Име Доктора”, која приказује Доктора и Сузан како напуштају Галифреј у ТАРДИС-у.
Након што је у епизодама „Дан Доктора” и „Време Доктора” (обе из 2013) откривено да Господари времена нису, како се првобитно веровало, били збрисани од стране Докторове руке, Сузанина судбина након „Пет Доктора” остаје нејасна. У „Смрти на небесима” (2014), сапутница Дванаестог Доктора (Питер Капалди), Клара Освалд (Џена Колман), претвара се да је Доктор како би збунила Киберљуде и купила себи времена да побегне. Она описује Докторову децу и унучад као „нестале и, претпостављам, мртве”. У епизоди серије Разред, „Вечерас можда умремо”, Сузанино име је приказано на почасном списку Академије „Coal Hill”, заједно са Кларом Освалд и Денијем Пинком. Сузанина слика је виђена на Докторовом столу на универзитету где он предаје у епизоди „Пилот” (2017), поред фотографије Ривер Сонг.
Када Петнаести Доктор (Шути Гатва) посети 1963. годину са својом сапутницом Руби Сандеј (Мили Гибсон) у епизоди „Ђавољи акорд” (2024), он помиње да његово млађе ја тренутно живи са Сузан у Шордичу, али затим нагађа да је Сузан готово сигурно мртва након геноцида над осталим Господарима времена који је извршио Господар, за који се каже да се „прокотрљао кроз време и простор као велика, ћелијска експлозија”, збрисавши врсту не само на Галфреју, већ широм универзума. Касније, у епизоди „Легенда о Руби Сандеј”, Доктор верује да је жена која се понавља током његових путовања (коју глуми Сузан Твист) заправо регенерисана верзија Сузан. То се испоставља као погрешно након што антагониста епизоде, Сутек, открије да је, када је завирио у ТАРДИС, видео „(Сузанино) име” и одлучио да је искористи као замку да намами Доктора. Он открива да лик Сузан Трајад није стварна особа, већ привид његове сопствене творевине, као и да ју је постављао на свако место на које је ТАРДИС слетео од приче Пирамиде са Марса (1975). Доктор на крају сезоне коментарише да ће можда једног дана пронаћи Сузан.
Сузан се враћа у шестој епизоди петнаестог серијала, „Избор за међузвездану песму” (2025). Сада у позним годинама, Сузан се појављује у низу визија Петнаестом Доктору након што му је живот угрожен. Она га охрабрује да је пронађе и покушава да га одврати од мучења Кида. У епизоди „Свет жеља”, Сузан се накратко појављује на екрану телевизора док је Доктор заробљен у свету који су створили Рани и Конрад Кларк. Међутим, Доктор не примећује њену појаву.

### Други медији
Сузанин лик је детаљније разрађен у спиноф медијима. Године 1983, тадашњи уредник сценарија Ерик Сејворд написао је кратку причу која се бавила Докторовим одласком са Галифреја за специјално издање часописа Radio Times поводом 20. годишњице серије. Ова прича, "Рођење одметника", приказује Сузан као потомкињу Расилона, оснивача Господара времена, и последњег преживелог члана галифрејске краљевске породице, неповезану са Доктором. Каснији уредник сценарија, Ендру Картмел, имао је још једно објашњење Сузаниног порекла. Та верзија, део тзв. „Картмеловог великог плана”, није коришћен у серији, али је послужио као позадина за неколико романа Нових невиних пустоловина, пре свега Лангбароу Марка Плата. У овој верзији, Сузан је унука мистериозног оснивача Галифрејана познатог као „Други”, који је можда био реинкарниран у Доктора. Доктор је отпутовао у зору цивилизације Господара времена и спасао Сузан која га је препознала као свог деду.
Лик се такође појавио у неколико званичних Доктор Ху романа. Има камео улогу у роману Свепрожимајућа ватра из 1994. и појављује се у роману Чаробњаков шегрт из 1995. године. Такође се појављује у три романа Ранијих Докторових пустоловина, који се дешавају током њених авантура приказаних у телевизијској серији, Ловци на вештице (1998), Град на крају света (1999) и Путници кроз време (2005). У овом последњем је објашњено зашто је Доктор напустио Сузан: током догађаја у том роману, Доктор се уплиће у експерименте британске војске са путовањем кроз време, што доводи у опасност да га примете Господари времена. Затим одлучује да потражи место где ће Сузан бити безбедна, у случају да он буде ухваћен. Сузан се поново појављује у роману Наслеђе Далека Џона Пила из 1998. године, који се дешава након догађаја из Инвазије Далека на Земљу. На крају тог романа, Сузан долази у посед Господаревог ТАРДИС-а након што је он покушао да је зароби, и тако поново стиче могућност да путује временом и простором. Новела Време и релативно из 2001. се дешава непосредно пре догађаја серијала Ванземаљско дете и укључује Сузан и неколико њених другова из школе „Coal Hill” како покушавају да преживе инвазију ванземаљске расе познате као „Хладни” и убеде Доктора да заустави напад. У новели Frayed из 2003. године, која се такође дешава пре серијala Ванземаљско дете, Сузан добија своје име по девојчици у медицинској установи на другој планети, а која је носила име по својој мајци. У роману Понекад никад... описује се Докторова усвојена унука Зезан као ванземаљска принцеза која ће касније отпутовати на сметлиште 1963. са човеком који личи на Првог Доктора. У роману Кратка историја Временских господара из 2017. године, слика Сузан је приказана као једна од ствари које је Доктор понео са собом када је напустио Галифреј, иако је она наведена као председникова ћерка.
Сузан, коју игра Фордова, такође се појављује у аудио-драмској серији Сапутничке хронике издавачке куће Big Finish. Quinnis (2010) је смештена пре телевизијске серије, у време када су Доктор и Сузан путовали сами. У бонус издању Big Finish-а, Земаљско дете (2010), Сузан се поново уједињује са Доктором у његовој осмој инкарнацији (Пол Мекган) и има сина по имену Алекс (Џејк Мекган). Поново се појављује у аудио-драмама Релативне димензије (2010) и Луси Милер / До смрти (2011). У каснијој причи „All Hands on Deck”, Сузан одлучује да напусти свој живот на Земљи и придружи се Временском рату, а бокс-сет Сузанин рат приказује њену службу у рату. Она помаже Господарима времена да формирају савез са Сензоритима како би искористили њихове телепатске способности, регрутује Ијана као дипломату, хвата агента Далека на планети Флорана и спречава да се бића Орорвикс искористе као оружје. У једној епизоди, агент Далека манипулише Сузан да се врати у 1963. годину како би помогла да се пронађе Рука Омеге пре него што буде употребљена за уништење Скара, али она и Осми Доктор надмудре Далеке тако што им дају лажну руку и тиме спрече мешање Одметнутих Далека из те ере у Временски рат.
Фордова је такође играла алтернативну верзију Сузан у аудио-драмама издавачке куће Big Finish, Auld Mortality (2003) и A Storm of Angels (2005), у којима је Сузан постала председница Галифреја. У драми Exile (2003), алтернативни Доктор, чија је посљедња регенерација била жена (коју је глумила Арабела Вир), настанио се на Земљи 2003. користећи идентитет и школске евиденције Сузан Форман из 1963. године.
Дана 9. јула 1994, BBC Radio 4 емитовао је Шта се догодило Сузан Форман?, хумористичку истрагу Сузаниног порекла; Сузан је тумачила Џејн Ашер. У BBC-овом телевизијском филму Авантура у простору и времену из 2013. године, који приказује прве три године серије, Клаудија Грант је играла Керол Ен Форд. Грантова је затим наставила да игра саму Сузан у серијалу прича о Првом Доктору за Big Finish.
У краткој причи „Press Play”, Тринаеста Докторка проналази поруку у ТАРДИС -у коју јој је Сузан оставила пре него што је напустила Доктора у Инвазији Далека на Земљу, наводећи да је „активирала режим снимања у ТАРДИС-у” пре него што је отишла.

## Филмска верзија
У филмовима Доктор Ху и Далеци (1965) и Инвазија Далека на Земљу (1966), Сузан (коју је глумила Роберта Тови) једна је од унука Доктора Хуа. Приказана је као храбрија и сналажљивија девојчица него њена плашљива, тинејџерска верзија из телевизијске серије.

### Други медији

#### Стрипови
Сузан се такође појављује у стрип адаптацији филма коју је објавила издавачка кућа Dell, у стриповима из Часописа Доктор Ху (Далеци против Марсоваца и Доктор Ху и Мехоноиди), као и краткој причи Кући на Олдарк Муру Џастина Ричардса. У Кући на Олдарк Муру, она и остали сусрећу древну римску легију 64. године нове ере, а затим путују у Олдарк Мур и упознају грофа Таркина.
У стрипу Doctor Who 3 − The Third Motion Picture, Сузан схвата да су она и остали само измишљене конструкције које је створио Сценариста. Она успева да посегне и прободе Сценаристу коцем кроз срце, док је он писао трећи Доктор Ху филм, чиме ставља тачку на франшизу и ослобађа се фикционалности.

#### Друга појављивања
Роберта Тови је поновила улогу Сузан за мини-епизоду у документарцу Више од... 30 година у ТАРДИС-у.
У Лондону 22. века, окупираног Далецима, Црни и Црвени Далек и два Робочовека пролазе поред знака на коме пише: „ЗАБРАЊЕНО БАЦАТИ ТЕЛА У РЕКУ”, као и неупадљиве полицијске кутије, не препознајући је као ТАРДИС. Након што су Далеци прошли, врата се отварају и откривају Сузан, која се осмехује свом успешно изведеном прикривању.
У интервјуу након скеча, Товијева је изразила наду у наставак два филма са Питером Кушингом, усредсређена на одраслу верзију њене Сузан, која би преузела дедину улогу авантуристе кроз време и простор. Међутим, ти планови никада нису остварени.